# Unidad de fomento
La unidad de fomento (UF) es una unidad de cuenta usada en Chile, reajustable de acuerdo con la inflación. Su código ISO 4217 es CLF. Fue creada durante el gobierno del presidente Eduardo Frei Montalva, mediante el decreto 40 del 20 de enero de 1967, del Ministerio de Hacienda. Su finalidad original era la revalorización de los ahorros de acuerdo con las variaciones de la inflación, permitiendo que el dinero ahorrado en bancos y cajas mantuvieran su poder adquisitivo. Posteriormente, su uso se extendió al sistema crediticio.

## Historia
La UF tuvo como valor inicial en 1967 un valor trimestral de Eº 100 (cien escudos) que era reajustado trimestralmente según el Índice de Precios al Consumidor (IPC) del trimestre anterior. 
En octubre de 1975, producto del cambio de signo monetario, se decide expresar en pesos y con un reajuste mensual. En julio de 1977 se ajusta diariamente entre los días 10 de cada mes y 9 del siguiente de acuerdo con la variación mensual del IPC. 
Desde 1990, el Banco Central de Chile ha determinado su valor, según lo autoriza el artículo 35 número 9 de su ley orgánica (Ley N° 18.840). La forma de cálculo de la Unidad de Fomento está establecida en el Capítulo II.B.3 del Compendio de Normas Financieras del Banco Central de Chile. Los valores del IPC son los informados oficialmente por el INE.

## Usos

### Financiero
Su uso se extendió a todo tipo de préstamos bancarios o financieros de privados o particulares, inversiones (depósitos a plazo u otros instrumentos reajustables), contratos y en algunos casos honorarios. Sigue siendo la forma preferida y predominante de determinar los costos de construcción, valores de la viviendas y de cualquier préstamo hipotecario sea privado o del Estado. Los valores se pagan o cobran en pesos, según el valor del día, que es la moneda de curso legal.

### Previsión y seguros
El sueldo máximo imponible tanto para AFP, como las Isapres o el Fonasa y también el seguro de cesantía, se expresa en UF, reajustándose cada año. El tope imponible a diciembre de 2015 corresponde a 73,2UF. 
Con fecha 8 de enero de 2016, la Superintendencia de Pensiones publicó la modificación en el tope imponible mensual que se utiliza para el cálculo de Cotizaciones Obligatorias de AFP, Salud, Ley de Accidentes del trabajo y Seguro de Cesantía por 74,3 UF.
También se usa la unidad de fomento (UF) para especificar el precio de los planes de isapres, así como los montos máximos a pagar por las diferentes prestaciones.
La mayoría de los seguros en Chile tienen expresado en UF tanto la prima como el capital asegurado.

### Otros usos
También se usa la UF en una serie de normas legales que fijan valores en la constitución de sociedades, multas, etc. 
Muchos contratos entre privados usan la UF como unidad reajustable. Por ejemplo, el costo de mantenimiento de las cuentas corrientes habitualmente se expresa en UF y los gastos comunes de los edificios en algunos casos también pueden estar expresados en esta unidad.
Una unidad similar pero usada mayormente en el pago de impuestos, multas o aranceles es la unidad tributaria mensual (UTM).

## Evolución
Evolución de la UF según el IPC. Valores históricos de la UF al último día de cada año (los valores cambian diariamente).
| Evolución de la UF en escudos (1967-1975) |
|                                           |

| Evolución de la UF en pesos (1975-2000) |
|                                         |

| Evolución de la UF en pesos (2001-) |
|                                     |

| Año  | Valor al 31 de diciembre |
| ---- | ------------------------ |
| 1967 | Eº115,38                 |
| 1968 | Eº 148,17                |
| 1969 | Eº 194,40                |
| 1970 | Eº 256,67                |
| 1971 | Eº 301,24                |
| 1972 | Eº 533,98                |
| 1974 | Eº 2.155,11              |
| 1975 | Eº 15.887,00             |
| 1975 | $ 94,70 ( Eº 94.700 )    |
| 1976 | $ 275,78                 |
| 1977 | $ 462,58                 |
| 1978 | $ 613,37                 |
| 1979 | $ 842,14                 |
| 1980 | $ 1.103,61               |
| 1981 | $ 1.232,25               |
| 1982 | $ 1.464,67               |
| 1983 | $ 1.824,03               |
| 1984 | $ 2.230,05               |
| 1985 | $ 2.818,39               |
| 1986 | $ 3.298,77               |
| 1987 | $ 4.044,03               |
| 1988 | $ 4.484,39               |
| 1989 | $ 5.432,32               |
| 1990 | $ 7.043,39               |
| 1991 | $ 8.286,27               |
| 1992 | $ 9.423,56               |
| 1993 | $ 10.623,13              |
| 1994 | $ 11.533,17              |
| 1995 | $ 12.482,81              |
| 1996 | $ 13.280,48              |
| 1997 | $ 14.096,93              |
| 1998 | $ 14.685,39              |
| 1999 | $ 15.066,96              |
| 2000 | $ 15.769,92              |
| 2001 | $ 16.262,66              |
| 2002 | $ 16.744,12              |
| 2003 | $ 16.920,00              |
| 2004 | $ 17.317,05              |
| 2005 | $ 17.974,81              |
| 2006 | $ 18.336,38              |
| 2007 | $ 19.622,66              |
| 2008 | $ 21.452,57              |
| 2009 | $ 20.942,88              |
| 2010 | $ 21.455,55              |
| 2011 | $ 22.294,03              |
| 2012 | $ 22.840,75              |
| 2013 | $ 23.309,56              |
| 2014 | $ 24.627,10              |
| 2015 | $ 25.629,09              |
| 2016 | $ 26.347,98              |
| 2017 | $ 26.798,14              |
| 2018 | $ 27.565,79              |
| 2019 | $ 28.309,94              |
| 2020 | $ 29.070,33              |
| 2021 | $ 30.991,74              |
| 2022 | $ 35.110,98              |
| 2023 | $ 36.789,36              |
| 2024 | $ 38.416,69              |